# Élisabeth Kovalskaïa
Pour les articles homonymes, voir Kovalskaïa.
Élisabeth Kovalskaïa (en russe : Елизавета Николаевна Ковальская, Elizaveta Nikolaïevna Kovalskaïa), née Solntseva le 17 juin 1851 (29 juin dans le calendrier grégorien) et morte en 1943, est une anarchiste révolutionnaire russe narodniki.

## Biographie
Élisabeth est la fille illégitime d'un propriétaire terrien et colonel nommé Solntsev.
Dans les années 1870, Élisabeth Kovalskaïa est influencée par le soulèvement populaire de la Commune de Paris de 1871. Elle épouse les idées anarchistes lors d'un séjour à Zurich et rejoint le cercle Tchaïkovski à Kharkov, puis à Saint-Pétersbourg où elle participe à des campagnes de propagande révolutionnaire illégales. Elle rencontre la militante révolutionnaire Sofia Perovskaïa qui la sensibilise à la lutte des femmes et lui fait connaître le mouvement révolutionnaire Zemlia i Volia (Terre et Liberté) dont elle devient membre. 
En 1879, lors de la scission de Zemlia i Volia, elle participe avec Gueorgui Plekhanov, Pavel Axelrod, Vera Zassoulitch et Lev Deutsch, à la fondation du mouvement Tcherny Peredel qui prône la lutte politique et non la violence.
Le 22 octobre 1880, elle est arrêtée. En mai 1881, elle est condamnée et emprisonnée à la prison d'Irkoutsk d'où elle s'évade le 16 février 1882.  Mais elle est de nouveau arrêtée et condamnée aux travaux forcés à perpétuité au bagne (katorga). Après plusieurs grèves de la faim, elle est placée en isolement. À sa troisième tentative d'évasion en 1890, elle est déportée en Sibérie sur le fleuve Amour. 
En 1891, sa peine à perpétuité est commuée en vingt ans de bagne. 
Élisabeth Kovalskaïa est libérée en 1901 et vit quelque temps à Iakoutsk pour des raisons de santé. 
Elle se marie avec un sujet de l'Empire austro-hongrois, Mieczyslaw Mankovsky, et part avec lui en Autriche en 1903, puis en Suisse en 1904 où elle adhère au Parti socialiste révolutionnaire russe.
Après la Révolution d'Octobre de 1917, Élisabeth Kovalskaïa retourne en Russie et travaille aux archives historiques de Petrograd. En 1923, elle s'installe à Moscou.